# Дунавци
Дунавци (болг. Дунавци) — город в Болгарии. Находится в Видинской области, входит в общину Видин. Население составляет 2353 человека (2022).

## Политическая ситуация
В местном кметстве Дунавци, в состав которого входит Дунавци, должность кмета (старосты) исполняет Петыр  Цветанов Петров (коалиция в составе 3 партий: Демократы за сильную Болгарию (ДСБ), Земледельческий народный союз (ЗНС), Союз демократических сил (СДС)) по результатам выборов.
Кмет (мэр) общины Видин — Румен Ангелов Видов (Граждане за европейское развитие Болгарии (ГЕРБ)) по результатам выборов.